# Cambojiida
Cambojiida là một bộ của Ctenophora thuộc lớp Tentaculata. Bộ này bao gồm một họ duy nhất, họ Cambojiidae.